# Доннелл Ог О’Доннелл
Доннелл Ог О’Доннелл (ирл. Domhnall Óg Ó Domhnaill, англ. Donnell Óg O'Donnell; ок. 1242—1281) — король ирландского королевства Тирконнелл (Тир Конайлл) из династии О’Доннел (1258—1281). Он был ведущей фигурой в сопротивлении англо-норманнскому правлению на северо-западе и тесно связан со многими наиболее выдающимися деятелями движения, такими как Хью МакФелим О’Коннор, король Коннахта, который часто считается первым, кто импортировал шотландских воинов-галлогласов.

## Предыстория и ранняя карьера
Домналл Ог был посмертным сыном Домналла Мора Домнайла, короля Тирконнелла (1207—1241), и его жены Ласаирфхионы, дочери Катала Кробдерга Уа Конхобайра, короля Коннахта . Тетя Ласаирфхионы, Бинмхидхе, дочь Тойрделбаха Уа Конхобайра, была женой шотландского лорда Маола Мхуира Ан Спараина, сына Суйбне Мак Дуинншлейбхе, чье родство станет очень важным для карьеры Домналла Ога.
Тир Конайлл, центр современного графства Донегол, возник из конфедерации племен под названием Кенел Конайлл, утверждая, что происходит от легендарной фигуры Коналла Гулбана. Традиционно лидерство над Тир Конайллом чередовалось между соперничающими ветвями подгруппы, известной как Кенел Аэда, в которую входили семьи О’Малдори и О’Каннон. Их резиденция находилась в баронстве Тирхью, на юге современного графства Донегол.
Эйкнехан мак Доннхада, отец Домналла Мора, был первым из его рода, принявшим правление Тир Конайлла примерно в 1200 году . Ранее семья Эйкнехана, Кенел-Луигдех, базирующаяся вокруг места современного города Рамелтон, была частью септа Тир Конайлл.
Домналл Мор наследовал своему отцу в 1207 или 1208 году и наслаждался долгим и относительно мирным правлением вплоть до своей смерти в 1241 году.
Однако правление старших сводных братьев Домналла Ога, Маэла Сехлейна (1241—1247) и Гофрайда (1248—1258), было неспокойным. Мэол Сехлейн погиб в битве при Баллишанноне в 1247 году, сражаясь против Мориса Фитцджеральда, 2-го лорда Оффали, после чего Руайдри Уа Кананайн был назначен правителем Тир Конайлла (1247—1248). Лордство Тир Конайлла дважды переходило из рук в руки, прежде чем Гофраид решительно восстановил его в 1250 году. Сам Гофрайд умер в 1258 году, возможно, в результате ран, нанесенных в битве при Креадран-Силле в 1257 году, также сражавшейся против Мориса Фитцджеральда.
После смерти Гофрайда среди Кенел Конайлл возник кризис лидерства, который их соперники, Кенел нЭогайн, пытались использовать, требуя выплаты дани. Именно в этот момент 18-летний Домналл Ог вернулся из приемной семьи среди клана Суибне в Шотландии, чтобы сменить Гофрайда.
Из-за влияния своего воспитания он говорил на сильном шотландском диалекте.

## КорольТир Конайлла
Правление Домналла Ога ознаменовалось не только прекращением расширения англо-нормандского господства на северо-западе, но и появлением Тир Конайлла как серьезного соперника династии О’Нилов за господство в Ольстере и важного игрока в политике по всей Ирландии. Он также претендовал на господство в Северном Коннахте. В Анналах четырех мастеров записаны следующие военные подвиги Домналла Ога как короля тир Конайлла:
- 1259 год — успешный ответный рейд на Тиран и Ориел[12].
- 1262 год — широкие рейды в Ферманах, Северный Коннахт и до графства Лонгфорд[13].
- 1263 год — набеги на Кланрикард в сотрудничестве с Аэдом Уа Конхобайром (по-английски — «Хью О’Конор») и на его собственный счет в графство Мейо[13].
- 1272 год — серия набегов на острова Лох-Эрн[14].
- 1273 год — серия набегов на Кенел нЭогайн, по-видимому, с несколькими вождями Коннахта, служившими данниками[15].
- 1275 год — Домналл успешно защитил Тир Конайлл от вторжения Кенел нЭогайн, преследуя нападавших до их домов и захватив большую добычу[16].

Домналл Ог погиб в 1281 году в битве при Дисирт-да-Криох (близ современного Данганнона, графство Тирон), где он сражался против Аэда Буйде О’Нила, основателя Кланабойской ветви династии О’Нилов. Ему наследовал как королю Тир Конайлла его сын Аод.

## Семья и наследие
Домналл Ог был женат, по меньшей мере, дважды и имел по меньшей мере одного сына от каждой жены. Его преемник, Аод, был сыном дочери Эоин Мак Суибне, внука Маол Мхуире Ан Спараина. Сын Домналла Ога, Тойрдельбах, который позднее оспаривал власть в королевстве Тир Конайлл с Аэдом, был сыном дочери Ангуса Мора, основателя династии Макдональдов, которые позже стали владыками островов.
Правление Домналла Ога ознаменовалось значительным укреплением власти в Тир Конайлле. Он заложил основу для установления династии Мак-Суибне из галлогласов в Тир Конайлле, когда его тесть, Эойн Мак-Суибне, изгнал правящих Брейслейн и утвердился в качестве лорда Фанада около 1263 года. Связь между Тир Конайллом и Западной Шотландией существовала еще до Домналла Ога. Например, член династии Мак Сомхаирл, возможно, Руайдри мак Рагнайл, погиб в армии старшего сводного брата Домналла Ога, Маэла Сехлейна, в битве при Баллишаннон. Но после Домнала Ога баланс сил в Тир Конайлле стал определяться не столько отношениями между традиционными септами Кенел Конайлл, сколько враждой внутри династии О’Доннелл и их вассалов Мак-Суибн, часто при прямой поддержке того или иного шотландского магната. Его правление больше не будет оспариваться среди традиционно ведущих септов, таких как О’Малдори и О’Кэннон. Все последующие правители королевства Тир Конайлл (Тирконнелл) вплоть до Нового времени были прямыми потомками Домналла Ога.